# John Curulewski
John Curulewski (3 oktober 1950 - februari 1988), bijnaam JC, was een Amerikaans gitarist. Hij was een van de originele leden van de band Styx. Hij sloot zich in 1968 aan bij Dennis DeYoung, John en Klem Pannozo en James Young om TW4 te vormen, die in 1970 naar de naam Styx veranderd zou worden. Curulewski speelde akoestische/elektrische gitaar op de eerste vijf studioalbums; Styx, Styx II, The Serpent Is Rising, Man of Miracles en Equinox. Hij verliet de band vóór de promotietour van Equinox en werd onlangs vervangen door Tommy Shaw.
JC verliet Styx omdat hij meer tijd met zijn gezin wilde doorbrengen. Hij begon met gitaar spelen bij Music Stop in La Grange, Illinois. Hij stierf op 37-jarige leeftijd door een aneurysma in de hersenen. Curulewski liet zijn vrouw en een zoon achter.
- International Standard Name Identifier: 0000 0003 7302 2908
- MusicBrainz: 246075b5-0ab3-4cb3-a3d7-5ad7520b20ae
- Virtual International Authority File: 1692154260771324480001